# Pamela Bellwood
Pamela Bellwood, właściwie Pamela Ann King (ur. 26 czerwca 1951 w Nowym Jorku) – amerykańska aktorka.

## Życiorys
Urodziła się w Nowym Jorku. Studiowała sztukę aktorską pod kierunkiem Sanford Meisner w New York City Playhouse w Nowym Jorku. 
Od 8 lutego do 30 czerwca 1973 występowała na broadwayowskiej scenie w komedii Motyle są wolne (Butterflies Are Free) w roli Jill Tanner z Blythe Danner, a od 8 lutego 1973 do 30 czerwca 1973 w spektaklu Ostatnie szlify przed podróżą (Finishing Touches) jako Felicia Andrayson z Barbarą Bel Geddes i Jamesem Woodsem.
Po gościnnym udziale w serialach – NBC Ironside (1974), ABC Szeroke światowe misterium (Wide World Mystery, 1974), CBS Rhoda (1974), zadebiutowała w filmie telewizyjnym Karmić zwierzę (Nourish the Beast, 1974). 
Jej debiutem kinowym był dreszczowiec Dwuminutowe ostrzeżenie (Two-Minute Warning, 1976) u boku Charltona Hestona. Rok później zagrała główną rolę nauczycielki Emily Ward, absolwentkę psychologii, w której zakochuje się niepełnosprawny intelektualnie nastolatek (Tom Hulce) w dramacie telewizyjnym NBC Emily, Emily (1977) z udziałem Johna Forsythe’a i Jamesa Farentino. 
Gościła w sitcomie ABC Statek miłości (The Love Boat, 1977). Potem znalazła się w obsadzie ekranizacji powieści sensacyjnej Arthur Hailey Port lotniczy ’77 (Airport '77, 1977) i komedii fantasy Joela Schumachera O kobiecie, co malała (The Incredible Shrinking Woman, 1981) z Lily Tomlin. Wystąpiła w dramacie telewizyjnym NBC Kokaina (Cocaine: One Man’s Seduction, 1983) z Dennisem Weaverem.
Rozpoznawalność przyniosła jej kreacja Claudii Blaisdel w operze mydlanej ABC Dynastia (Dynasty, 1981–1986).
W kwietniu 1983 prezentowane były jej zdjęcia na ośmiu stronach magazynu „Playboy”; pojechała do Afryki na półnagą sesję z plemionami Masajów, po czym odrzuciła kolejny milion dolarów, by pozować dla „Hustlera”. We wrześniu 1988 była na okładce tygodnika „Ekran”.
10 grudnia 1967 zawarła związek małżeński ze scenarzystą Peterem Bellwoodem. W październiku 1971 doszło do rozwodu. 30 grudnia 1984 wyszła za mąż za fotografa Nicka Wheelera. Mają dwóch synów – Kerry’ego (ur. 1985) i Christiana.

## Filmografia

### Filmy
- 1976: Dwuminutowe ostrzeżenie (Two-Minute Warning) jako Peggy Ramsay
- 1977: Port lotniczy ’77 (Airport '77) jako Lisa Stevens

### Seriale
- 1974: Ironside jako Nancy
- 1977: Statek miłości (The Love Boat) jako Judy Watson
- 1981-86: Dynastia (Dynasty) jako Claudia Blaisdel
- 1989: Napisała: Morderstwo (Murder, She Wrote) jako Vivian Proctor
- 1992: Dzień za dniem (Life Goes On) jako Becca Thatcher w przyszłości
- 1994: Napisała: Morderstwo (Murder, She Wrote) jako Vanessa Cross
- 2013: Zabójcze umysły (Criminal Minds) jako Wanda Sullivan